# Fahrzeugbrand

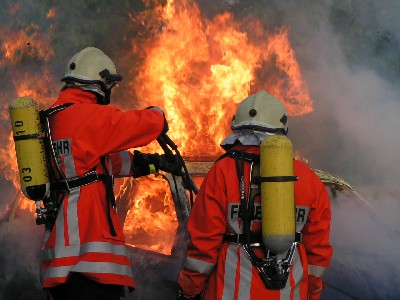
PKW-Brand

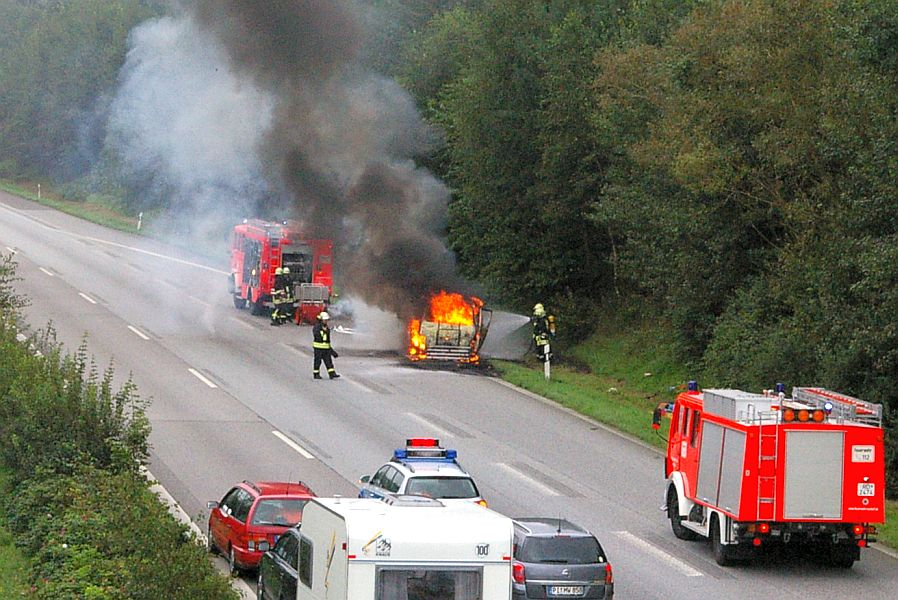
Brennender PKW auf der Autobahn

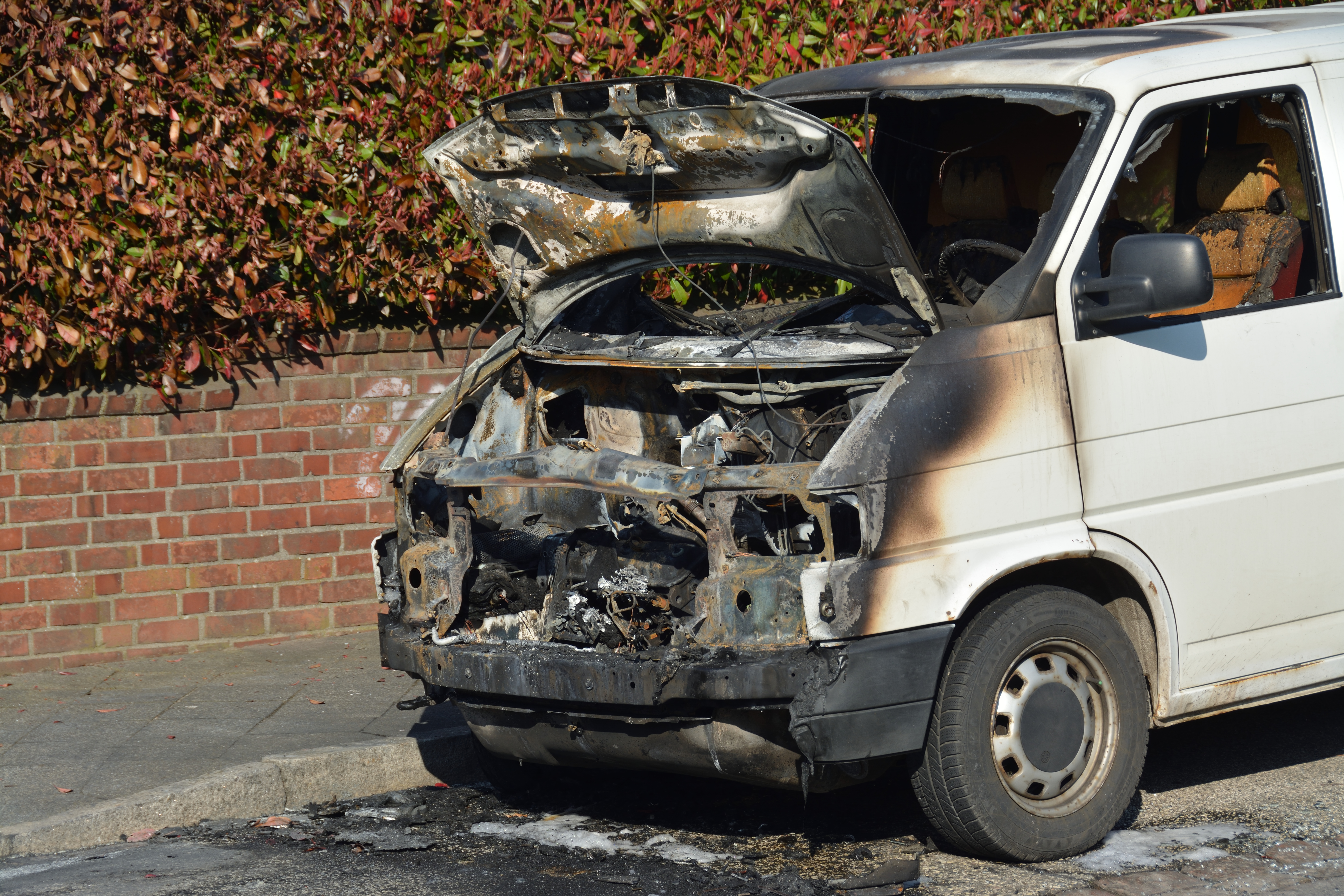
Ausgebrannter Motor eines VW T4

Ein Fahrzeugbrand ist der Brand eines PKW, LKW, Busses oder eines motorisierten Zweirades. Fahrzeugbrände sind sehr gefährlich, da sich noch Personen in dem Fahrzeug befinden können und außerdem viele Baumaterialien (Kunststoffteile, Reifen usw.) beim Verbrennen im Brandrauch als Atemgift auftreten. Pro Jahr brennen rund 15.000 Autos auf Deutschlands Straßen ab. Werden auch kleinere Schäden durch Schmorschäden usw. berücksichtigt, liegt die Zahl bei ca. 40.000 Autos pro Jahr.

## Ursachen
Ein Fahrzeugbrand kann verschiedene Ursachen haben:
- als Folge eines Verkehrsunfalles: Der Brand muss hier nicht gleich entstehen. Auslaufender Kraftstoff oder beschädigte Akkus können einen Brand entstehen lassen. Deshalb sollte in Erwägung gezogen werden, nach einem Unfall die Autobatterie abzuklemmen, um so das Fahrzeug stromlos zu machen. Davon ist jedoch abzusehen, wenn dies die Absicherungsmaßnahmen wie z. B. die Warnblinkanlage beeinträchtigen würde.
- Bremsen, die bei längeren Bergab-Fahrten oder durch technischen Defekt überhitzen, können einen Fahrzeugbrand auslösen. Deshalb sollte man bei Bergfahrten zurückschalten oder zwischendurch die Bremsen abkühlen lassen.
- durch schadhafte Autoreifen: dies tritt meist bei Zwillingsbereifung von LKW auf. Einen Reifenschaden merkt man durch die vielen Räder nicht so schnell wie bei einem PKW. Auch ein geringer Luftdruck in der Bereifung kann dazu führen, dass der Reifen sich erhitzt und schließlich in Brand gerät.
- durch schadhafte oder überlastete Kabel kann ein kompletter Kabelbaum verschmoren und in der Folge zu einem Kabelbrand führen.
- durch auslaufendes Benzin. Der Kraftstoff läuft aus und kann sich an heißen Teilen im Motorraum sowie am Auspuff entzünden.
- durch Vandalismus (siehe z. B. auch Brandanschläge auf Kraftfahrzeuge in Berlin)
- Konstruktionsfehler/-mängel (Beispiel[1])
- Montagefehler bei der Fahrzeugfertigung (Beispiel[2])
- Durch beschädigte Akkus bei Elektrofahrzeugen nach einem Unfall. Selbstentzündung bei Elektroautos ist dagegen sehr selten im Vergleich zum konventionellen Antrieb.[3]

## Sofortmaßnahmen
Wie bei allen Gefahrensituationen hat der Eigenschutz und der Schutz von Menschenleben oberste Priorität. Neben den Flammen und der Hitze gehen insbesondere von den Rauchgasen erhebliche Gefahren aus. Zudem muss der Schutz vor Gefahren durch und für den nachfolgenden Verkehr beachtet werden.
Sofern der Eigenschutz sichergestellt ist, kann ein Entstehungsbrand häufig mit einfachen Mitteln, z. B. Autofeuerlöschern oder Feuerlöschdecken aus dem verunfallten oder nachkommenden Fahrzeugen, erfolgreich bekämpft werden. In der Zeit bis zum Eintreffen der Feuerwehr kann sich der Brand schnell zu einem Vollbrand ausdehnen, den diese kaum mit mehr als einem Eingrenzen auf das Fahrzeug bekämpfen kann. Dieses brennt dann oft komplett nieder.
Bei LKW-Bränden bleibt aufgrund der Größe des Fahrzeugs und der häufig anfangs langsamen Ausbreitung des Brandes noch eine gewisse Zeit zur Reaktion. Diese kann unter Umständen dazu genutzt werden, um das Fahrzeug noch an einen geeigneten Platz zu bringen, an dem sich wenig brennbare Gegenstände befinden oder an dem weniger Menschen gefährdet sind. Zudem kann ein Übergreifen vom Auflieger auf die Zugmaschine verhindert werden, indem der Fahrer rechtzeitig den Auflieger abkoppelt. Bei Bränden, die oftmals im Bereich der Reifen entstehen, kann zudem ein langsames Weiterfahren dafür sorgen, dass der brennende Reifen vom Fahrzeug abfällt und das Feuer nicht im Stand ungehindert nach oben übergreifen kann.
Bei PKW-Bränden haben Analysen der Unfallforschung der Versicherer (UDV) von realen Unfällen gezeigt, dass sich nach einem Unfall der Brand in der Regel vom Motorraum ausgehend zum Innenraum hin ausbreitet. Die Entstehung des Brandes ist meistens auf ausgelaufene Betriebsflüssigkeiten (Benzin, Öl) zurückzuführen, die sich dann an heißen Fahrzeugteilen entzünden. Kurzschlüsse im Kabelbaum können ebenfalls zu einem Brand führen. Um nähere Erkenntnisse zum Brandverlauf zu erhalten, beteiligte sich die UDV an einer Reihe von Brandversuchen, deren Ziel es war, möglichst reale Unfallszenarien nachzustellen und den tatsächlichen Brandverlauf zu untersuchen.
Die Ergebnisse der Brandversuche: Der Verlauf des Brandes nach einem Unfall, insbesondere dessen Ausbreitungsgeschwindigkeit, hängt von vielen Faktoren ab (z. B. Menge der ausgetretenen Betriebsflüssigkeiten, Witterungsbedingungen am Unfallort), jedoch zeigen sich folgende charakteristischen Merkmale:
- das Feuer breitet sich in den ersten Minuten relativ langsam aus, so dass 5 bis 10 Minuten vergehen, bis der Rauch und die Flammen den Innenraum erreichen
- der Fahrzeugtank explodiert nicht.
- es ist kein wesentlicher Unterschied im Brandverlauf zwischen einem verunfallten und einem nicht verunfallten Fahrzeug zu erkennen.

Der Umgang mit brennenden Elektrofahrzeugen stellt Pannendienste und Feuerwehren vor neue Herausforderungen, da z. B. für die Löschung wesentlich mehr Wasser benötigt wird. In Lithium-Ionen-Akkumulatoren können chemische Reaktionen ablaufen, welche einen speziellen Kühlcontainer für den Abtransport erforderlich machen. Kühl- und Löschwasser werden besonders stark belastet und bedürfen einer speziellen Aufbereitung, bevor diese in die Kanalisationen gelangen. Zudem ist die fachgerechte Entsorgung von Elektrofahrzeug-Wracks nach dem Ablöschen derzeit problematisch. Allerdings gerät die Batterie nicht zwangsläufig in Brand, wenn das Fahrzeug abbrennt.
Entgegen den  Darstellung in manchen Spielfilmen gibt es in der Realität kaum Explosionen. Die oft zu hörenden Knallgeräusche stammen von platzenden Reifen oder Ladungsteilen sowie unter Hitzeeinwirkung auslösenden Airbag-Gasgeneratoren. Auch hieraus können sich jedoch erhebliche Gefahren für umstehende Personen, Rettungskräfte oder den fließenden Verkehr ergeben.

## Häufigkeit
Pro Jahr brennen rund 15.000 Verbrenner auf Deutschlands Straßen ab. Werden auch kleinere Schäden durch Schmorschäden usw. berücksichtigt, liegt die Zahl bei ca. 40.000 Autos pro Jahr.
Im Vergleich mit Elektrofahrzeugen zeigen die Auswertungen der deutschen Versicherer (GDV), dass Elektrofahrzeuge nicht häufiger in Brand geraten als Verbrenner. Das Brandrisiko korreliert jedoch immer mit dem Alter von Autos und daher können bei den noch jungen Elektroautos noch gar keine aussagekräftigen Daten vorliegen.

## Verhinderung weiterer Gefahren
Die Gefahren bei Fahrzeugbränden sind verschiedener Natur:
- durch die Rauchentwicklung entstehen durch Ablenkung oft auch Folgeunfälle.
- oft stehen zu wenige oder keine Handfeuerlöscher zur Verfügung.
- die ersten Maßnahmen werden aus Angst vor Explosionen, wie oben beschrieben, nicht durchgeführt.
- durch mangelnde Übung reichen die geringen Löschmittel eines Handfeuerlöschers oft nicht aus, den Brand im Anfangsstadium zu bekämpfen.
- durch den Brand kann die Bremsanlage beschädigt werden, sodass sich das Fahrzeug auf abschüssigem Gelände in Bewegung setzt. In seltenen Fällen kann aufgrund eines Kurzschlusses auch der Motor von selbst starten und das Fahrzeug losfahren. Wenn das brennende Fahrzeug dann mit anderen Objekten kollidiert ist die Gefahr der Brandausbreitung sehr hoch.

Um die Folgewirkungen eines Fahrzeugbrandes möglichst gering zu halten, gibt es deshalb immer wieder gesetzerweiternde Bestrebungen, dass bei der Führerscheinausbildung, ähnlich einer Erste-Hilfe-Ausbildung, auch eine Grundunterweisung der Erstmaßnahmen bei Fahrzeugbränden erfolgen soll. Außerdem sollte wie der Verbandkasten verpflichtend auch ein Feuerlöscher mitgeführt werden. In manchen Ländern ist dies bereits heute der Fall.
Aber auch über automatische Löschanlagen, wie sie bei Formel-I-Fahrzeugen bereits im Einsatz sind, wird nachgedacht. Verschiedene Hersteller bieten automatische Löschanlagen für Motorräume an.
Ab September 2020 sind Löschanlagen im Motorraum für die Genehmigung von Kraftomnibussen, die 22 Personen oder mehr befördern, verpflichtend. Für Neuzulassungen ist die Regelung UN R107 der Wirtschaftskommission für Europa und der Vereinten Nationen (UNECE) schon seit Juni 2019 anwendbar.